# دة غردان
دة غردان (بالفارسية: دهگردان) هي قرية تقع في قسم حبلرود الريفي في إيران. يقدر عدد سكانها بـ 175 نسمة بحسب إحصاء 2016.